# Maán
Maán (arabul: معان) város Jordánia déli részén, a róla elnevezett kormányzóság székhelye.

## Fekvése
Maán Jordánia déli részén, a fővárostól, Ammántól 218 km-re délnyugatra található település. A város sivatagos környezetben fekszik.

## Története
Maánt az i.e. 4. vagy 2. század környékén alapították a mineánok, egy ókori, arab nyelvet beszélő közösség, akik a mai Jemen területéről érkeztek. A település rövidesen a közel-keleti kereskedelmi útvonal egyik fontos csomópontjává vált. A helyi hagyomány szerint alapítója a bibliai Lót fia, Maán volt és az ő nevét viseli a település.
A Bizánci Birodalom uralma alatt a város egy keresztény arab törzs birtokai közé tartozott, akik a bizánci császár vazallusai voltak. A 7. században Maán kormányzója - a város lakosságának nagy részével együtt - áttért a muszlim vallásra, amely a bizánci császár erőszakos fellépését váltotta ki. A kormányzót felszólították a kereszténységre való visszatérésre, majd miután ezt megtagadta, kivégezték. Mohamed parancsára azonban Uszáma ibn Zajd arab hadvezér megtámadta Bizáncot és elfoglalta a várost.
A város az omajjádok és abbászidák uralma alatt is meglehetősen békés helynek számított. Maán megjelenik Isztahri 10. századi perzsa utazó útleírásaiban is. Isztahri szerint Maán ebben az időszakban egy "kisváros a sivatag szélén", mely védelmi szerepet is betöltött, a város feletti magaslaton egy vár állt, mely az utazók és kereskedők számára nyújtott védelmet a sivatagban portyázó rablóbandák elől.
Amikor a 13. században Jákút arab utazó kereste fel a várost, Maán már jórészt romokban hevert, a 13. század végén azonban ismét jelentős szerephez jutott, amikor a bahri mamlúk dinasztia uralma idején ismét jelentős kereskedelmi központtá, karavánszerájjá vált. Amikor Ibn Battúta arab utazó a 14. század közepén felkereste, úgy hivatkozott rá mint az "utolsó szíriai városra", mielőtt az utazó elérné a Hidzsáz régió területén található első várost, Akabát.
A 17. század elején Maán térsége az Oszmán Birodalom uralma alá került. 1559-ben I. Szulejmán oszmán szultán egy kiterjedt erőd építését rendelte el Maán mellett, a Mekka felé vezető zarándokút védelmére.
A 17. századtól kezdve a térségben állandó jellegűvé váltak az arab felkelések az oszmán uralom ellen, melyek egyik jelentős központjának Maán számított. Ennek ellenére a 19. század folyamán az oszmán hatóságok sikeresen végrehajtották a város modernizálását. 1897-ben, majd 1899-ben felállították a város első két elemi iskoláját, 1902-ben pedig Maánon keresztül hozták létre a Damaszkuszt és Medinát összekötő vasútvonalat.
Az első világháború idején a várost és környékét antant-csapatok szállták meg, majd a háborút lezáró békeszerződések és a Sykes–Picot-egyezmény értelmében Maán a britek által igazgatott Palesztin mandátumterület része lett, majd 1921-ben az autonóm Transzjordánia része lett. 1946-ban, a britek kivonulását követően létrejött Jordánia, melynek Maán is a részét képezi. Az új állam közigazgatásának megszervezésekor Maánt egy önálló kormányzóság székhelyévé tették meg.

## Lakossága
Egy 1912-es becslés szerint Maán lakossága mindössze 3000 fő körül mozgott. 1956-ban a lakosság száma már 4500 fő volt, míg 1973-ra elérte a 9500-at.
Ezt követően a város lakossága - a megnövekedett gazdasági és adminisztratív szerepnek köszönhetően - gyors növekedésbe kezdett. Az 1994-es népszámlálás szerint már 22 989 fő lakta a települést, egy 2007-es becslés szerint pedig a városnak ekkor hozzávetőlegesen 50 000 lakosa volt.
Etnikai összetételét tekintve a lakosság abszolút többsége arab, vallásukat tekintve pedig az iszlám vallás szunnita irányzatát követik.

## Híres emberek
- Bahdzsat Talhúni (1913-1994), Jordánia hatszoros miniszterelnöke.
- Omár Maani, Ammán korábbi főpolgármestere.